# Иван Ковач (атлетичар)
Иван Ковач (Земјанске Костољани, 25. децембар 1948 — 11. фебруар 2023) био је чехословачки атлетски репрезентативац, словачког порекла. Такмичио се у трчању на средње стазе најчешће  на 1.500 м. Био је члан Дукле из Банске Бистрице. Касније се бавио спортским новинарством.
Прва међунардна такмичења на којима је учествовао била су 1. Европско првенство у дворани 1970. у Бечу и 1972. У Софији. Оба пута је испао у квалификацијама. 1970. (3:52,9 12. место)  а  1971. (3:48,9 11. место).
На 4. Европском првенству 1973. у Ротердаму такмичио се у две дисциплине. Са чехословачком штафетом 4 х 4 круга у саставу  Ковач, Јозеф Самборски, Јозеф Плахи и Јан Сисовски освојио је сребрну медаљу. У другој дисцилини трци на 1.500 метара, испао је у квалификацијама заузевш 9. место у времену националног рекорда 3:44,58.   Елиминисан је у квалификацијским тркама на 1.500 метара, такође на Европском првенству 1974. у Риму .
Ковач је био првак Чехословачке на 1.500 метара 1972. и 1974, у штафети 3 × 1.000 метара 1969. и у трци на кратким стазама 1969, 1970, 1972. и 1977, тркач 1.500 у 1971 и 1973 и бронза медаља на овој дистанци 1976. У дворани је био првак Чехословачке на 1.500 метара 1970. 1971. и 1973 и на 3.000. метара 1970. и 1973..
Ковачев резултат у трци на 1.500 метара са 3:39,4, постигнут 30. маја 1974. у Братислави, и данас (13. маја 2020) после 46 година  рекорд Словачке на отвореном.

## Лични рекорди
на отвореном
- 1.500 м  —  3:39,4  — Братислава, 20. јун 1974.
- миља — 4:03,2 — Берлин,	3. фебруар 1978.

у дворани
- 1.500 м — 3:44,58 — Ротердам, 10. март 1973.